# Cryptoflata lurida
Cryptoflata lurida är en insektsart som först beskrevs av Walker 1858.  Cryptoflata lurida ingår i släktet Cryptoflata och familjen Flatidae. Inga underarter finns listade i Catalogue of Life.